# Clark Cottage
Clark Cottage ist ein Wohngebäude in der schottischen Stadt Port Charlotte auf der Hebrideninsel Islay. Das Gebäude steht auf der Ostseite der Main Street am Südende der Stadt. Am 28. August 1980 wurde Clark Cottage in die schottischen Denkmallisten in der Kategorie C aufgenommen.

## Beschreibung
Der exakte Bauzeitpunkt des Gebäudes ist nicht überliefert, sodass nur das frühe 19. Jahrhundert als Bauzeitraum angegeben werden kann. Clark Cottage befindet sich direkt an der Straße am Kopf eines rechteckigen Grundstücks, das mit einer Länge von knapp 60 m bis zur felsigen Küste der Bucht Loch Indaal reicht. Clark Cottage ist in traditioneller Bauweise auf einer Grundfläche von 9 × 10 m2 gebaut. Auf das Erdgeschoss setzt sich ein Satteldach mit je zwei Gauben auf Vorder- und Rückseite auf. Das Dach ist mit Schieferschindeln gedeckt. Die Fassaden in Nord- und Ostrichtung sind in der traditionellen Harling-Technik verputzt. Südlich schließt sich an Clark Cottage ein weiteres Gebäude an, das zweistöckig gebaut ist und dieses überragt. Dieses Achnamara genannte Wohnhaus ist ebenfalls denkmalgeschützt.